# Mekanisk pappersmassaframställning
Mekanisk pappersmassaframställning innebär att ved sönderdelas eller defibreras mekaniskt till pappersmassa för papperstillverkning.
Mekaniska framställningsmetoder för pappersmassa innebär således att ved i form av stockar eller flis i huvudsak bearbetas mekaniskt, i raffinörer (från flis) eller med slipstenar (från stockar), så att fibrerna skiljs från varandra. Mekanisk pappersmassa kan också blekas för att öka ljusheten på papperet genom så kallad ligninbevarande blekning.
Mekanisk massa framställdes redan på 1840-talet i form av slipmassa och pappersmassa framställd i så kallade träsliperier blev dominerande som råvara för papperstillverkning. Senare började kemiska tillverkningsmetoder att ta över marknaden för flera papperskvaliteter. Ännu vid sekelskiftet 1900 fanns det ett 100-tal träsliperier i Sverige. Idag är antalet träsliperier få, men mekaniska tillverkningsprocesser med utnyttjande av raffinörer spelar fortfarande en viktig roll i massa- och pappersindustrin, speciellt för tidnings- och journalpapper samt för kemimekaniska massors applikationer i kartong och mjukpapper.

## Mekaniska massor i pappersindustrin

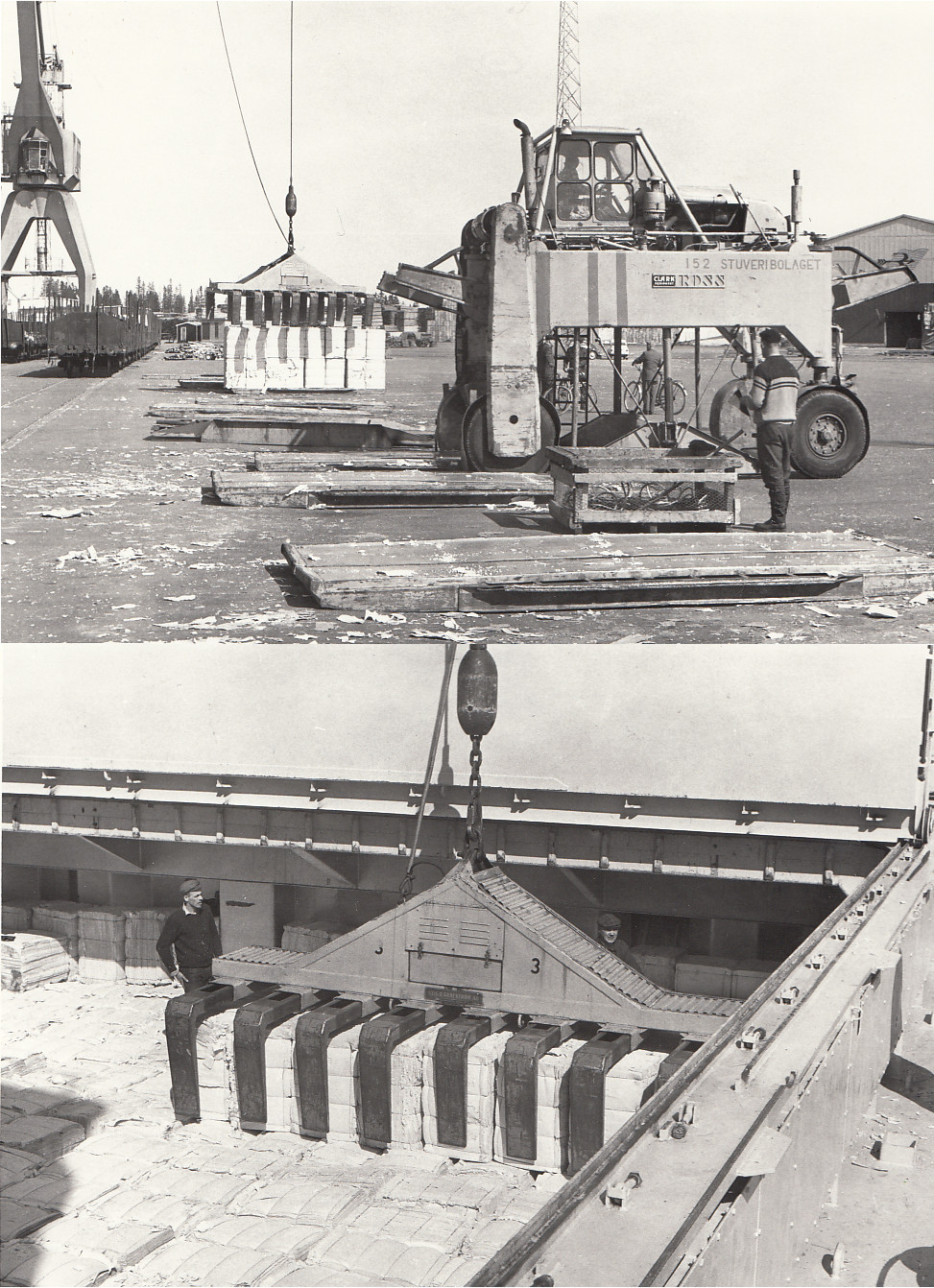
Våtmassa (slipmassa) lastas i Umeå hamn 1967

Mekanisk massaframställning ger en helt annan typ av massa än de kemiska framställningsmetoderna (sulfit- och sulfatprocessen). De kemiska metoderna ger papper med högre styrka och massor som kan blekas till högre ljusheter jämfört med mekaniska massor. Men en fördel med mekaniska tillverkningsmetoder är att de ger ett högt utbyte - mellan 90 och 98 procent, vilket betyder att så gott som all vedråvara utnyttjas. Sulfatprocessen har ett utbyte på endast omkring 50 procent, och kräver således nästan dubbelt så mycket ved som mekaniska metoder för samma mängd massa. En annan fördel med mekaniska massor är att de lämpar sig utmärkt för tidnings- och journalpapper dels på grund av fördelaktiga absorptionsegenskaper för tryckfärger, dels på grund av hög opacitet vid låga ytvikter. Vidare kan kemimekaniska massor ge ark med hög styvhet, vilket gör dessa massor lämpliga som mittskikt i kartong för att ge hög styvhet, vilket eftersträvas i till exempel mjölkkartong.
Mekaniska metoder ger alltså högt utbyte vilket samtidigt innebär att allt lignin finns kvar i massan och papperet. Lignin modifieras av solljus och detta medför att papper från mekaniska massor relativt snabbt gulnar och bli skört (att tidningspapper gulnar i solen är bekant för de flesta). Mekaniska massor kan blekas med väteperoxid eller ditionit, men ljusheten höjs härvid måttligt och eftergulning kan inte förhindras eftersom ligninet finns kvar i massa.
Mekanisk pappersmassa används därför främst till pappersprodukter med relativt kort livslängd, såsom tidningspapper, pocketböcker, telefonkataloger och olika broschyrer, men också för bestrukna papperskvaliteter för journalpapper och kataloger samt som mittskikt i kartong för att ge styvhet. Dessa pappersprodukter återvinns i relativt hög omfattning, vilket medför att mekaniska massor ofta förekommer i returpapper och som returfiber för papperstillverkning. Detta slag av returfiber används framför allt i produktion av enklare kartong, för tidningspapper samt för mjukpapper.
En nackdel med mekanisk massatillverkning är ett stort behov av elkraft för raffinörprocesserna. Mekanisk massatillverkning fordrar således elkraft med storleksordningen 2000 kWh/ton massa. Ett större mekaniskt pappersbruk kan därför inklusive papperstillverkningen förbruka 200-300 MW (megawatt) som elkraft. Med kemiska massaprocesser kan ofta tillräckligt med energi (ånga och elkraft) genereras för att göra massabruket självförsörjande vad gäller energi. Denna energi genereras då från framför allt vedrester (bark och spån) samt från svartlut, som i princip innehåller ca hälften av den till bruket inkommande vedmängden (då mindre än 50% av veden blir massa hamnar resten av veden till största delen i luten). Vid de mekaniska massabruken omvandlas elkraften till stor del till värme i form av (oren) ånga, som genom ångomformning t.ex. kan utnyttjas för pappersmaskinerna.

## Olika mekaniska massaprocesser
Det finns ett antal olika mekaniska framställningssätt för pappersmassa enligt följande:
- Stenslipmassa (stone groundwood pulp, SGW) framställs genom att veden pressas mot en roterande sten. Stenens korn tränger in i vedytan, vilket får till följd att fibrerna genom komprimering, uppvärmning och skjuvning frisätts.
- Tryckslipmassa (pressurised groundwood pulp, PGW) framställs på samma sätt som ovanstående metod, men slipzonen är innesluten i ett ångfyllt trycksatt rum, vilket gör processen mera effektiv och medför energibesparingar.
- Raffinörmassa (refiner mechanical pulp, RMP) tillverkas genom att flis förs in mot centrum av en raffinör med två malskivor. Den ena skivan roterar medan den andra är stationär eller roterar åt motsatt håll. Flisen kastas av centrifugalkraften utåt mot periferin och bearbetas till pappersmassa.
- Termomekanisk massa (thermo-mechanical pulp, TMP) framställs på ovanstående sätt, men under tryck. TMP-massa kan framställas i flera steg, varvid åtminstone den första raffinören är trycksatt.
- Kemimekanisk massa (chemimechanical pulp, CMP) tillverkas med raffinörer, men här används också ett kemiskt försteg, som mjukar upp och till viss grad löser ut vedens lignin före den mekaniska behandlingen. Detta sänker utbytet till cirka 90% eller därunder.
- Kemitermomekanisk massa (chemithermomechanical pulp, CTMP) framställs som kemimekanisk massa, men under tryck och med lägre kemikalieåtgång.
- Blekt kemisk-termomekanisk pappersmassa (BCTMP) innefattar också ett blekningssteg.